# NGC 2593
NGC 2593 (również PGC 23692 lub UGC 4408) – galaktyka spiralna (S0-a), znajdująca się w gwiazdozbiorze Raka. Odkrył ją Albert Marth 26 stycznia 1865 roku.